# Arthur Thomson
Arthur Natanael Thomson, född den 6 november 1891 i Mönsterås, död 7 juli 1977 i Lund, var en svensk statsvetare, ämbetsman och politiker.

## Biografi
Thomson avlade såväl filosofie kandidat- som filosofie licentiatexamen 1915. Efter en längre period som lärare vid Önnestads folkhögskola disputerade han 1923 på avhandlingen Grundskatterna i den politiska diskussionen 1809–1866 - ett bidrag till lantmannapartiets förhistoria, och blev samma år docent i finanshistoria samt 1927 i statskunskap, bådadera vid Lunds universitet. Parallellt med det senare verkade han även som föreläsningskonsulent vid Skolöverstyrelsen och som riksstudieledare inom ABF. Han engagerade sig också politiskt inom socialdemokraterna och satt 1927–1929 i stadsfullmäktige i Lund samt var 1929–1932 ledamot av riksdagens andra kammare.
År 1931 utnämndes Thomson till undervisningsråd och verkade som sådan bland annat inom Statens arbetslöshetskommission där han 1934–1938 var kanslichef och 1940 ordförande. Året dessförinnan hade han utnämnts till landshövding i Malmöhus län, en post han innehade till 1951.
Åren 1951–1958 var Thomson rikets universitetskansler och blev under denna tid hedersdoktor vid såväl Lunds som Uppsala och Stockholms universitet. Han hade också ordförandeuppdrag i olika forskningsråd och var ledamot av ett flertal akademier och lärda samfund, bland annat Kungliga Vetenskapsakademien från 1955, samt statliga utredningar.
Thomson utgav, särskilt efter sin pensionering, ett flertal böcker, inte minst i rättshistoriska ämnen samt var redaktör för verket Samhälle och riksdag, som utgavs i med anledning av 100-årsminnet av representationsreformen 1966. Han hyllades själv med en festskrift till 70-årsdagen 1961. Thomson är begravd på Norra kyrkogården i Lund.
Thomsons väg i stadsdelen Rosengård i Malmö, är uppkallad efter honom (1969).

## Utmärkelser
- Riddare och kommendör av Kungl. Maj:ts orden (Serafimerorden), 6 juni 1958.[5]
- Kommendör med stora korset av Vasaorden, 6 juni 1955.[6]